# Machimus divinosus
Machimus divinosus är en tvåvingeart som beskrevs av H. Oldroyd 1972. Machimus divinosus ingår i släktet Machimus och familjen rovflugor. Inga underarter finns listade i Catalogue of Life.